# Liste des oiseaux endémiques de France
Une espèce biologique est dite endémique d'une zone géographique lorsqu'elle n'existe que dans cette zone à l'état spontané.
Cet article liste les espèces et les sous-espèces d'oiseaux endémiques de France : départements métropolitains (dont la Corse), départements d'outre-mer (Guadeloupe, Martinique, Guyane et Réunion) et collectivités d'outre-mer à statut proche du statut départemental (Saint-Pierre-et-Miquelon, Mayotte, Saint-Martin et Saint-Barthélemy), mais n'inclut pas les anciens territoires d'outre-mer de Wallis-et-Futuna (collectivité territoriale), de la Polynésie française et de la Nouvelle-Calédonie (pays d'outre-mer) et des îles Éparses, de l'île de Clipperton et des Terres australes et antarctiques françaises (districts d'outre-mer).
Les espèces éteintes sont prises en considération si elles ont été observées vivantes après 1500, celles qui ne le sont pas sont accompagnées de leur statut issu de la Liste Rouge de l'UICN 2024.
Les sous-espèces sont précédées par l'abréviation "ssp."

## Procellariidés
- Pétrel de Bourbon (Pterodroma aterrima) (La Réunion ; CR)

## Ardéidés
- Bihoreau de la Réunion (Nycticorax duboisi) (La Réunion ; éteint)

## Threskiornithidés
- Ibis de La Réunion (Threskiornis solitarius) (=Raphus solitarius = Borbonibis latipes) (La Réunion ; éteint au début du XVIIIe siècle)

## Anatidés
- Oie de Kervazo, ou Ouette de La Réunion, (Alopochen kervazoi) (La Réunion ; éteint)
- Canard d'Eaton (Anas eatoni) (Archipels de Crozet et Kerguelen, Terres Australes et Antarctiques Françaises ; VU)

## Accipitridés
- Papangue (Circus maillardi) (La Réunion ; EN)

## Falconidés
- Faucon de Dubois (Falco duboisi) (La Réunion ; éteint)

## Rallidés
- Râle de la Réunion (Dryolimnas augusti) (La Réunion ; éteint)
- et Porphyrio coerulescens) (La Réunion ; éteint)

## Chionidés[1]
Petit Chionis
- ssp.(Chionis minor crozettensis) (Terres australes et antarctiques françaises - Crozet ; ??)
- ssp.(Chionis minor minor) (Terres australes et antarctiques françaises - Kerguelen ; ??)

## Rhynochétidés
- Kagou huppé (Rhynochetos jubatus) (Nouvelle-Calédonie ; EN)

## Columbidés
- Pigeon de La Réunion (Nesoenas mayeri duboisi) (La Réunion ; éteint)

## Strigidés
- Petit-duc de Gruchet (Mascarenotus grucheti) (La Réunion ; éteint)

## Psittacidés
- Amazone de la Martinique (Amazona martinicana) (Martinique ; éteint)
- Amazone de la Guadeloupe (Amazona violacea) (Guadeloupe; éteint)
- Ara de Guadeloupe (Ara guadeloupensis) (Guadeloupe, Martinique ; éteint)
- Perrique de Guadeloupe (Aratinga labati) (Guadeloupe ; éteint)
- Mascarin de La Réunion (Mascarinus mascarinus) (La Réunion ; éteint en 1775 à l'état sauvage, en 1834 en captivité)
- Perroquet rouge et vert (Necropsittacus borbonicus) (La Réunion ; éteint)

## Picidés
- Pic de Guadeloupe, ou Tapeur, (Melanerpes herminieri) (Guadeloupe ; LC)

## Tyrannidés
- ssp. du Tyran janeau, (Myiarchus oberi sclateri) (Martinique ; LC)

## Sittidés
- Sittelle corse (Sitta whiteheadi) (Corse ; VU)

## Muscicapidés
- Tec-tec (Saxicola tectes) (La Réunion ; LC)

## Campéphagidés
- Tuit-tuit (Coracina newtoni) (La Réunion ; CR)

## Pycnonotidés
- Bulbul de Bourbon (Hypsipetes borbonicus) (La Réunion ; NT)

## Nectariniidés
- Souimanga de Mayotte (Cinnyris coquerellii) (Mayotte ; LC)

## Zostéropidés
- Oiseau vert, ou Zostérops de la Réunion, (Zosterops olivaceus) (La Réunion ; LC)

## Ictéridés
- Oriole de Martinique (Icterus bonana) (Martinique ; VU)

## Mimidés
- ssp. du Moqueur gorge blanche (Ramphocinclus brachcyurus brachcyurus) (Martinique ; CR)

## Sturnidés
- Étourneau de Bourbon (Fregilupus varius) (La Réunion ; éteint)

## Turdidés
- ssp. de la Grive à pieds jaunes (Turdus lherminieri lherminieri) (Guadeloupe ; NT)

## Dicruridés
- Drongo de Mayotte (Dicrurus waldenii) (Mayotte ; VU)

## Diomédéidés
- Albatros d'Amsterdam (Diomedea amsterdamensis) (île Amsterdam ; EN)